# 캉가르 연맹
캉가르 연맹(Kangar Odagy)은 제티수를 제외한 현대 카자흐스탄 전역에 걸쳐있었던 부족 연맹체이자 튀르크계 유목국가로서, 658년에 서돌궐이 중국의 당나라에게 멸망하자 아사나 가문의 지배로부터 벗어난 몇몇 튀르크 민족들이 모여 창설하였다. 민족명 캉가르는 중세 초기의 명칭으로, 현재 그들의 후손은 카자흐스탄, 우즈베키스탄, 카라칼파크스탄에 여럿 분포해 있다. 캉가르 연맹의 수도는 울리타우 산맥에 위치해 있던 것으로 추정된다. 연맹을 결성한 세 부족들 가운데 캉가르로 알려진 페체네그인들은 오구즈족, 카를루크, 키메크-킵차크인들에게 패배한 이후, 동유럽으로 서진하여 불가르족을 공격하고 페체네그 국가를 세웠다(서기 890~990년경). 연맹은 구성 민족들의 지속적인 반란으로 점차 쇠퇴하였고, 결국 907년에 키메크 칸국이 침공하면서 역사의 뒤안길로 사라졌다. 그뒤 캉가르 연맹의 영토는 오구즈 야브구국과 키메크 칸국이 나눠가지게 되었다.

## 같이 보기
- 페체네그인
- 강거
- 튀르크족